# لیندنبرگ (مکلنبورگ-فورپومرن)
لیندنبرگ (به آلمانی: Lindenberg) یک شهر در آلمان است که در Mecklenburgische Seenplatte District واقع شده‌است. لیندنبرگ  ۲۷۲ نفر جمعیت دارد.